# Dymasius maculatus
Dymasius maculatus är en skalbaggsart som beskrevs av J. Linsley Gressitt och Yves Rondon 1970. Dymasius maculatus ingår i släktet Dymasius och familjen långhorningar.
Artens utbredningsområde är Laos. Inga underarter finns listade i Catalogue of Life.